# Nowy Sącz (district)
Nowy Sącz (powiat nowosądecki) is een Pools district (powiat) in de woiwodschap Klein-Polen.
De oppervlakte bedraagt 1550,24 km², het inwonertal 211.830 (2014).

## Steden
- Grybów
- Krynica Zdrój
- Muszyna
- Piwniczna Zdrój
- Stary Sącz

Stadsdistricten:
Krakau (Kraków) · Tarnów · Nowy Sącz

Districten:
Bochnia · Brzesko· Chrzanów · Dąbrowa Tarnowska · Gorlice · Krakau · Limanowa · Miechów · Myślenice · Nowy Sącz · Nowy Targ · Olkusz · Oświęcim · Proszowice · Sucha · Tarnów · Tatra · Wadowice · Wieliczka

Grootste steden:
Bochnia · Chrzanów · Gorlice · Krakau · Nowy Sącz · Nowy Targ · Olkusz · Oświęcim · Tarnów · Zakopane